# Combinaison barycentrique
En géométrie vectorielle, une combinaison barycentrique ou combinaison affine de vecteurs est une combinaison linéaire dont la somme des coefficients est égale à 1. L’expression s’emploie par défaut pour une somme finie, mais parfois aussi pour la limite d’une série sous réserve de convergence.

## Propriétés
Les combinaisons barycentriques correspondent ainsi aux barycentres des vecteurs vus comme des points de l’espace affine associé, et l’ensemble de ces combinaisons barycentriques constitue le sous-espace affine engendré par ces points.
Lorsque le corps des coefficients est ordonné, une combinaison convexe est une combinaison barycentrique avec des coefficients tous positifs. L’ensemble de ces combinaisons convexes définit l’enveloppe convexe des vecteurs considérés.
Les combinaisons barycentriques sont préservées par les applications affines.
Des vecteurs sont dits affinement indépendants si aucun d’eux ne peut s’exprimer comme une combinaison barycentrique des autres. Dans ce cas, tout vecteur du sous-espace affine engendré s’exprime à l’aide d’une unique combinaison barycentrique et la famille des coefficients correspondants constitue les coordonnées barycentriques de ce vecteur.

## Applications
Les courbes de Bézier sont calculées par combinaisons barycentriques de vecteurs de coordonnées des points de contrôle. Les coefficients sont donnés par les polynômes de Bernstein apparaissant dans le développement du binôme de Newton appliqué à (t + (1−t))n.
L’interpolation lagrangienne permet de définir une courbe passant par une liste de points en utilisant des combinaisons barycentriques dont les coefficients sont donnés par les polynômes d’interpolation de Lagrange.